# Tarseh
Tarseh (persiska: تَرشِه, ترسه) är en ort i Iran.   Den ligger i provinsen Golestan, i den norra delen av landet, 400 km öster om huvudstaden Teheran. Tarseh ligger 1 191 meter över havet och antalet invånare är 590.
Terrängen runt Tarseh är kuperad åt sydväst, men åt nordost är den bergig. Runt Tarseh är det mycket glesbefolkat, med 5 invånare per kvadratkilometer. Närmaste större samhälle är Darjan, 6,6 km nordost om Tarseh. Trakten runt Tarseh består i huvudsak av gräsmarker.